# Too Hard to Swallow
Albums de UGK
The Southern Way
(1992) Banned
(1992)
Too Hard to Swallow est le premier album studio d'UGK, sorti le 10 novembre 1992.
L'album s'est classé 14e au Heatseekers et 27e au Top R&B/Hip-Hop Albums.

## Liste des titres
| No  | Titre                                  | Contient un (des) sample(s) de | Durée |
| --- | -------------------------------------- | --- | ----- |
| 1.  | Something Good                         | Tell Me Something Good de Rufus & Chaka Khan I'm Gonna Love You Just a Little More Baby de Barry White                                                                   | 5:27  |
| 2.  | Use Me Up                              | Use Me de Bill Withers | 4:29  |
| 3.  | Pocket Full of Stones                  | Freedom Death Dance d'Eugene McDaniels Going Back to Cali de LL Cool J                                                                                                   | 6:09  |
| 4.  | Short Texas                            | King of the Beats de Mantronix Good Old Music de Funkadelic | 6:18  |
| 5.  | Cocaine in the Back of the Ride        | Freddie's Dead de Curtis Mayfield Them Belly Full (But We Hungry) de Bob Marley and The Wailers Funky Drummer de James Brown Out on a Furlough de WC and the Maad Circle | 3:44  |
| 6.  | It's Too Hard to Swallow               | | 5:19  |
| 7.  | Cramping My Style (featuring Infinity) | Between the Sheets des Isley Brothers | 4:45  |
| 8.  | Feel Like I'm the One Who's Doin' Dope | 6 O'Clock DJ (Let's Rock) de Rose Royce Mind Playing Tricks on Me des Geto Boys                                                                                          | 6:17  |
| 9.  | I'm So Bad                             | I Turned You On des Isley Brothers Clap Your Hands de LL Cool J Funky Worm des Ohio Players                                                                              | 3:34  |
| 10. | Trill Ass Nigga                        | Darkest Light du Lafayette Afro Rock Band | 4:26  |
| 11. | 976-Bun B                              | Fly Like an Eagle du Steve Miller Band Let No Man Put Asunder (A Shep Pettibone Mix) de First Choice                                                                     | 2:48  |
| 12. | Something Good (Pimp C's Remix)        | | 4:34  |